# Baris (skalbaggar)
Baris är ett släkte av skalbaggar som beskrevs av Ernst Friedrich Germar 1817. Baris ingår i familjen vivlar.

## Bildgalleri

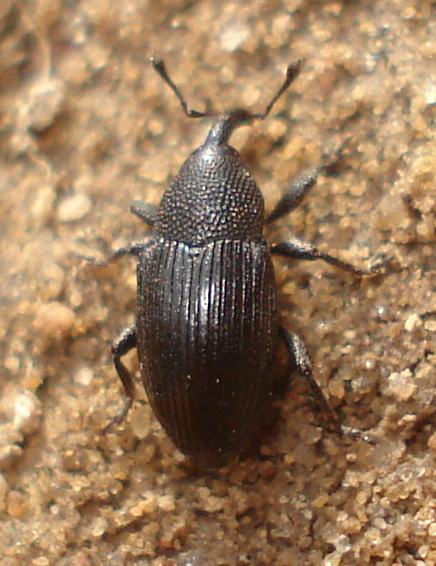
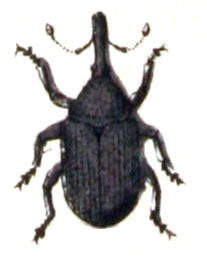
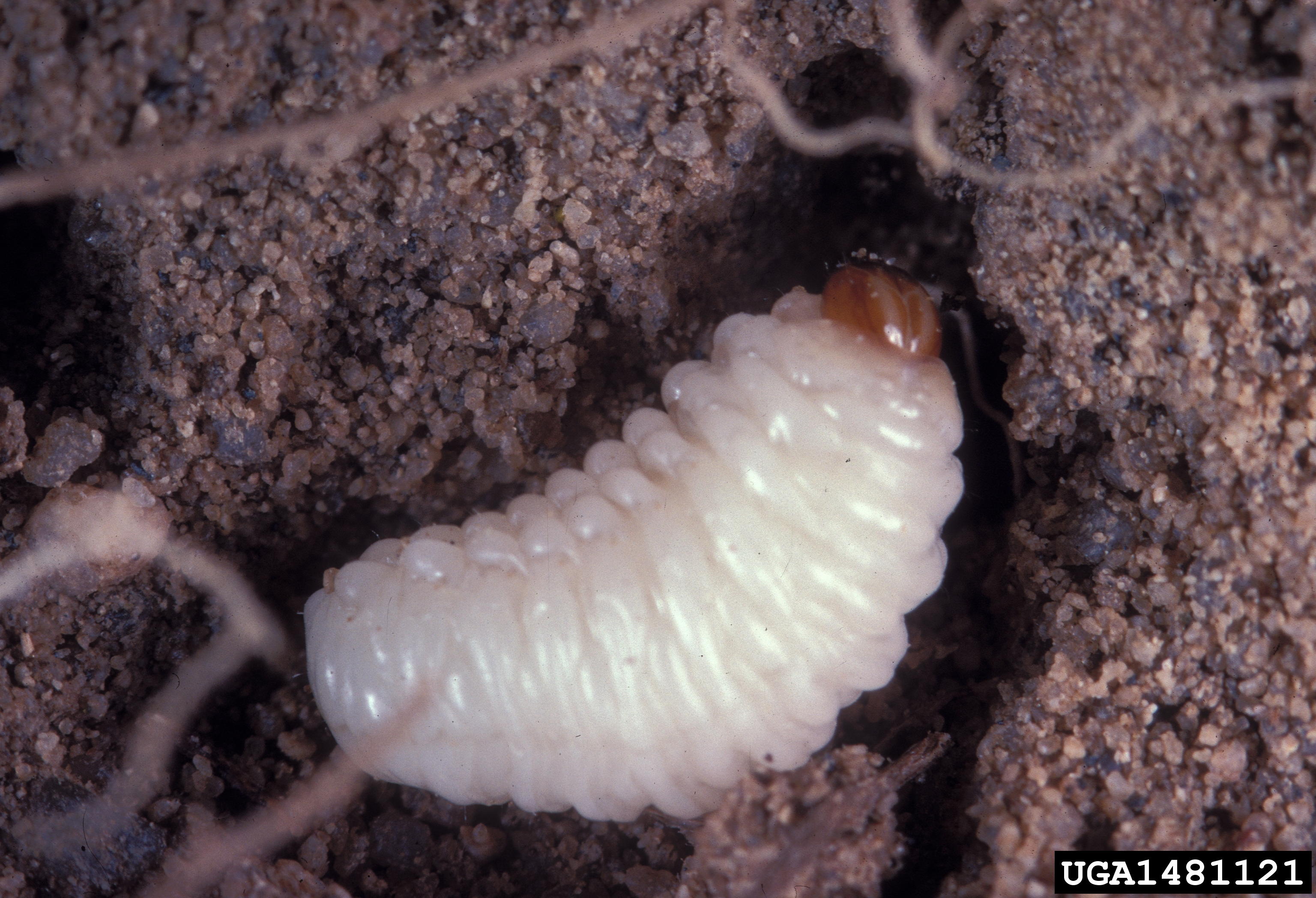
Larv